# Hodja fra Pjort (film fra 1985)
 For alternative betydninger, se Hodja fra Pjort (flertydig). (Se også artikler, som begynder med Hodja fra Pjort)
Hodja fra Pjort er en film fra 1985 af instruktøren Brita Wielopolska, med manuskript af Mogens Kløvedal, efter Ole Lund Kirkegaards børnebog af samme navn fra 1970. Titelsangen blev skrevet og spillet af Sebastian og er fra albummet Tusind og en nat.

## Medvirkende
- David Bertelsen - Hodja
- Zuhal Özdemir - Smaragd
- Lars Junggreen - Rotten
- Holger Boland - El Faza, tæppehandler
- Astrid Henning-Jensen - De fattiges børns beskytter
- Stig Hoffmeyer - Hofmand
- Leif Sylvester Petersen - Fangevogter
- Debbie Cameron - Perlesten
- Jørn Faurschou - Brændevinssælger
- Bent Børgesen - Skolelærer
- Michelle Bjørn-Andersen - Hodjas mor
- Zihni Kücümen - Sultanen
- Cevat Kurtulus - Hofmand
- Macit Koper - Fuglemand
- Kadir Savun - Karavaneleder
- Yadigar Ejder - Den store mand
- Michael Bo Clasen - Købmanden

## Produktion
Filmen er optaget i Tyrkiet og pga. forskellige tekniske problemer trak produktionen ud, så titelrollens indehaver David Bertelsens stemme gik i overgang imens og man måtte benytte et andet barns stemme lagt indover.